# 祖尔宛
扎爾萬，又號恆主，是瑣羅亞斯德教內的異端教派扎爾萬派神話中的至尊神灵，作為地位最為崇高的神明，恆主扎爾萬象徵着時間，是光明之神智主阿胡拉·馬茲達和黑暗之神滅主安格拉·曼紐的父親，後來被摩尼教吸收成為明父祖爾宛，是正義之神先意和救贖之神耶舒的父親。儘管隨着祅教、摩尼教及繼後的明教逐漸消亡，明尊察宛逐漸被世人遺忘，不過後世的帕西教為了應對基督教的傳教活動對自身的衝擊，提出恆主扎爾萬就像天主耶和華一樣是天地萬物的起源，並且是善惡的開端，以解決基督教批評帕西教難以解釋正邪是否恆古常存的問題，讓二神論在與一神論的競爭中儘可能避免處於劣勢。